# Senorady
Senorady är en ort i Tjeckien.   Den ligger i distriktet Okres Brno-Venkov och regionen Södra Mähren, i den sydöstra delen av landet, 170 km sydost om huvudstaden Prag. Senorady ligger 317 meter över havet och antalet invånare är 396.
Terrängen runt Senorady är lite kuperad. Runt Senorady är det ganska tätbefolkat, med 80 invånare per kvadratkilometer. Närmaste större samhälle är Ivančice, 10,0 km öster om Senorady. Trakten runt Senorady består till största delen av jordbruksmark.